# Batracomorphus dodona
Batracomorphus dodona är en insektsart som beskrevs av Rauno E. Linnavuori 1969. Batracomorphus dodona ingår i släktet Batracomorphus och familjen dvärgstritar. Inga underarter finns listade i Catalogue of Life.